# Silas Alward
 (août 2024).
Pour les articles homonymes, voir Alward.
Silas Alward (14 avril 1841-12 juin 1919) est un homme politique canadien de la Colombie-Britannique. Il représente la ville de Saint-Jean à l'Assemblée législative du Nouveau-Brunswick de 1887 à 1899.

## Biographie
Né à New Canaan dans le comté de Queens au Nouveau-Brunswick, Alward obtient un bachelier en arts du Collège Acadia de Wolfville en Nouvelle-Écosse en 1860. En 187, il termine une formation de l'université Brown de Providence au Rhode Island, avant d'étudie le droit à Saint-Jean. Il est nommé au barreau du Nouveau-Brunswick en 1866.
Alward meurt en juin 1919 à l'âge de 78 ans.